# Rynek Wielki w Szydłowcu

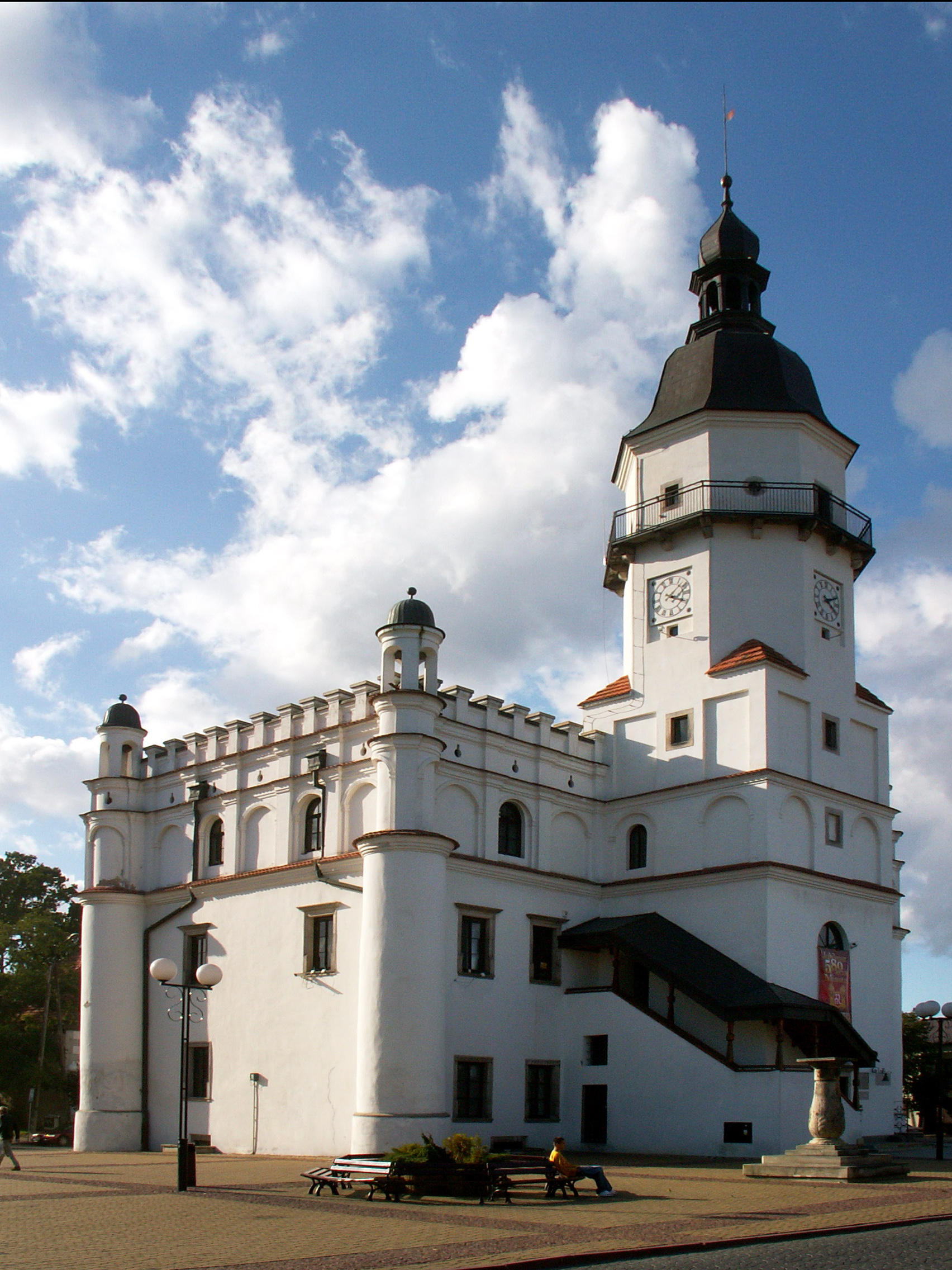
ratusz

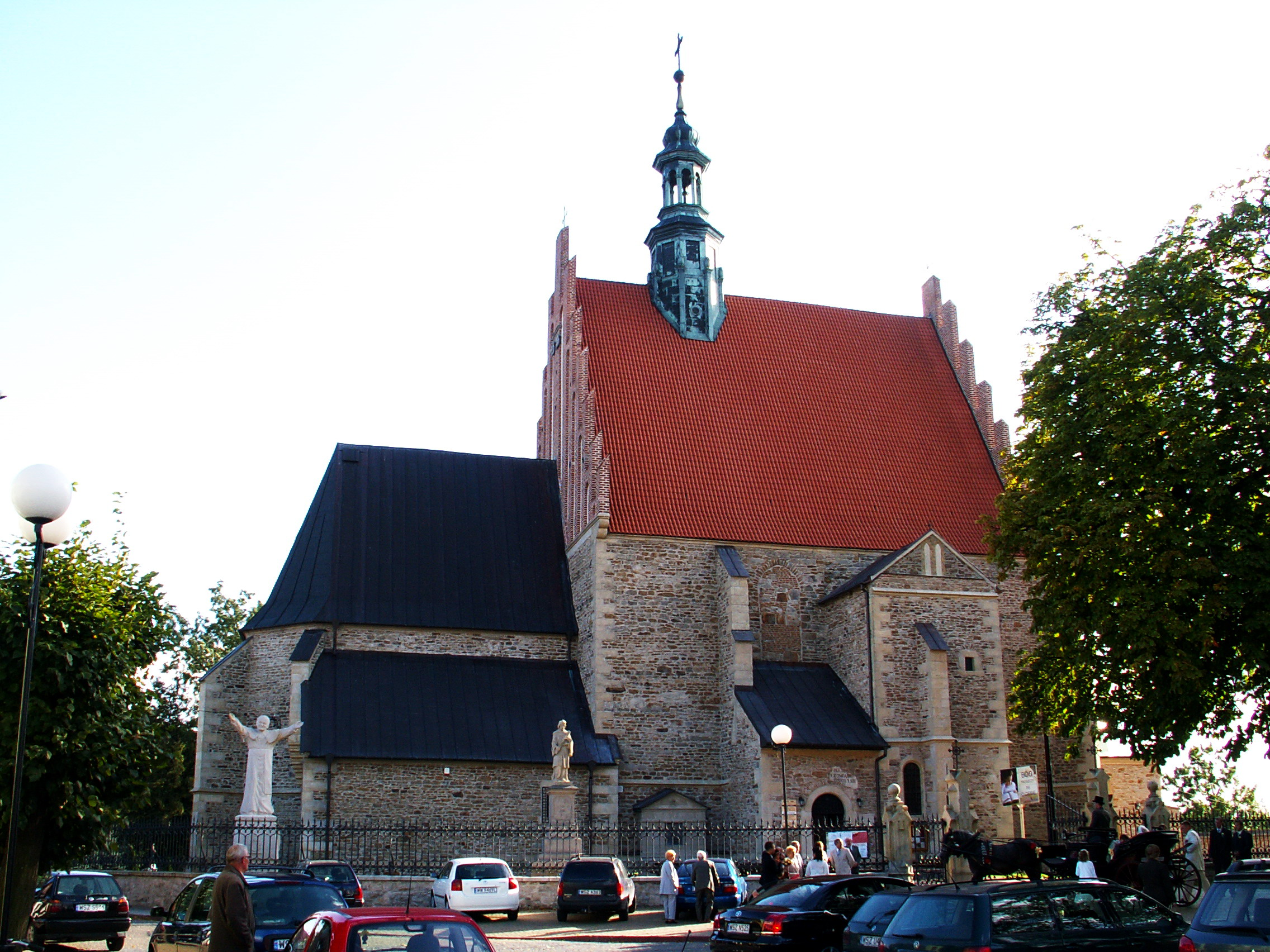
Fara św. Zygmunta

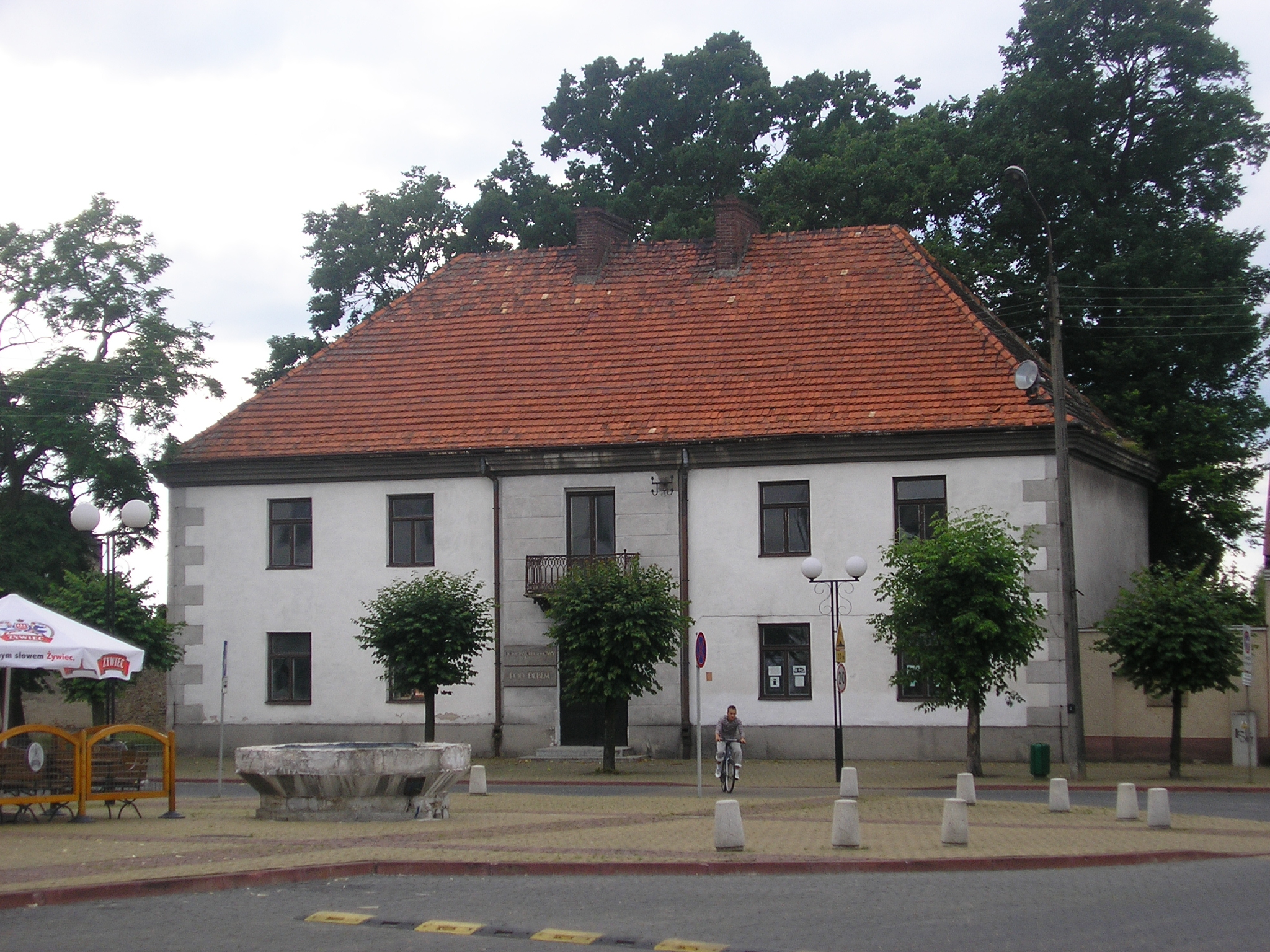
Dom pod Dębem

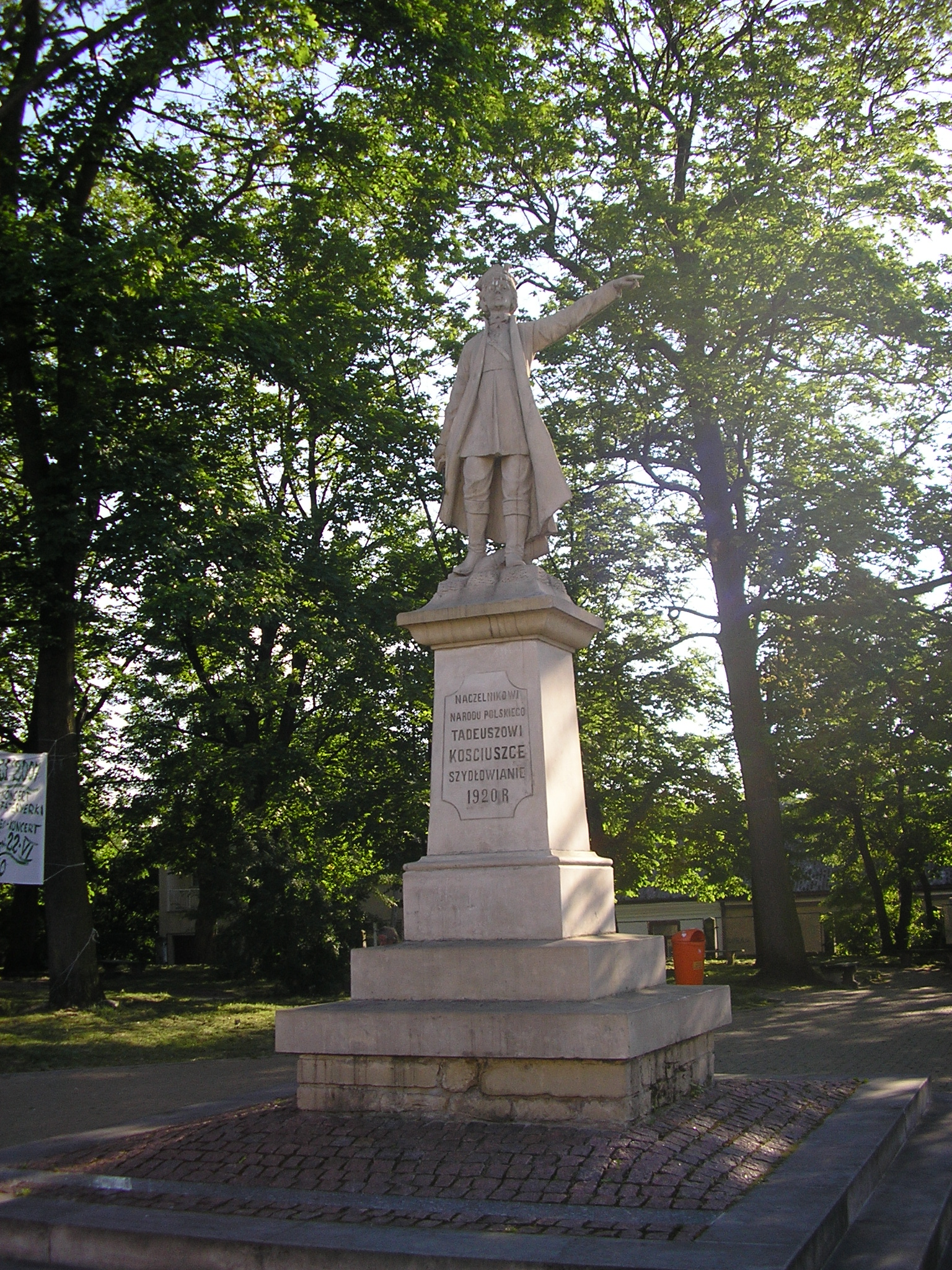
Pomnik Andrzeja Tadeusza Kosciuszki

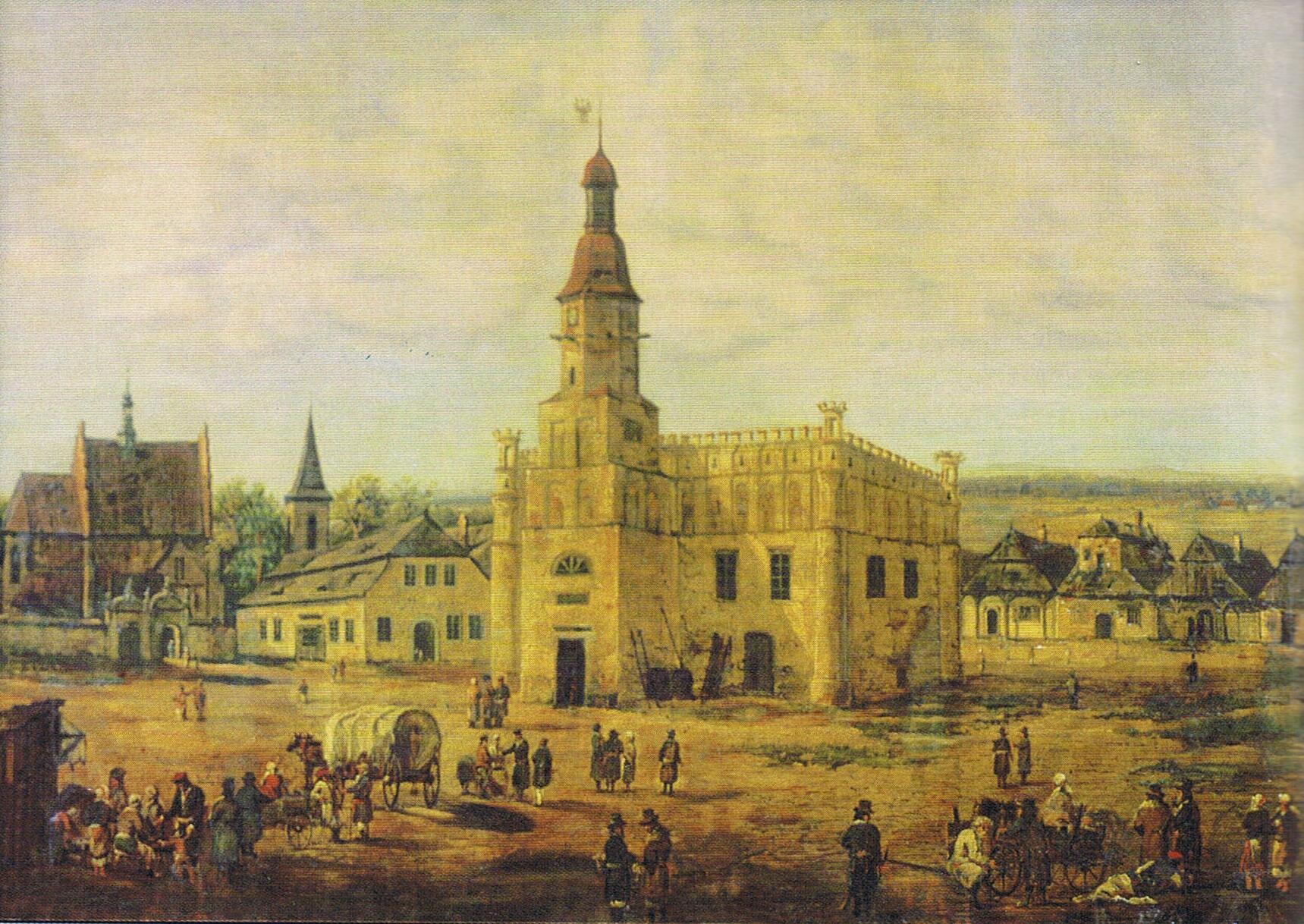
„Widok Rynku w Szydłowcu” – obraz J. Szermentowskiego

Rynek Wielki – główny plac miasta Szydłowca, usytuowany na Starym Mieście, na którym i przy którym znajdują się liczne zabytki.
W swej historii nosił wiele nazw: początkowo był zwany placem, kolejno rynkiem Wielkim, od połowy XVIII wieku Katolickim lub Polskim, placem 3 Maja w II Rzeczypospolitej oraz placem Świerczewskiego w PRL. Niedawno odzyskał swoją pierwotną nazwę – Rynek Wielki.

## Komunikacja
Rynek Wielki w Szydłowcu jest rondem, do którego prowadzi sześć ulic: Radomska, Kilińskiego, Kielecka, Kamienna, Rzeczna oraz Kąpielowa.
Niektóre ulice przyrynkowe są jednokierunkowe (Radomska, Kilińskiego oraz Kielecka), natomiast dwukierunkowe ulice to Kamienna i Kąpielowa. Pozostała ulica Rzeczna jest zbyt wąska by mógł wjechać w nią samochód, dlatego też na jej powierzchni pozostały tzw. kocie łby.

## Zabudowa

### Kamienice
Wokół rynku (oprócz południowej pierzei) znajdują się kamienice, pochodzące z XIX i XX wieku. Część z nich jest w złym stanie, niektóre nawet grożą zawaleniem. Większość posiada gzymsy oraz wjazdy na podwórza w postaci dużych półokrągłych bram.
Na parterze, znajdują się sklepy oraz małe firmy (zakład pogrzebowy, kwiaciarnia, szewc, krawiec). W jednej z nich znajduje się kawiarnio-lodziarnia „Ambrozja”, której lody i ciastka cieszą się dobrą sławą nie tylko u mieszkańców Szydłowca. W wyższych kondygnacjach kamienic znajdują się mieszkania, właścicieli sklepików oraz firm i zakładów.
Niegdyś na miejscu obecnych kamienic, stały inne, renesansowe z attyką, kamieniarką okienną, portalikami, podcieniami i fryzami, były tam również drewniaki z podcieniami. Ich wygląd znakomicie oddał Zygmunt Vogel na rycinie z 1795 roku.

### Zabytki
Spośród licznych zabytków Szydłowca, znaczna część z nich ulokowana jest w Rynku Wielkim, warto jest przyjrzeć się opisanym budowlom:
Kościół farny św. Zygmunta z cennym gotyckim poliptykiem, pozłacanymi ołtarzami, sklepieniem gwieździstym w prezbiterium oraz polichromią w nawie głównej jest wyjątkowym połączeniem stylów; jest to też miejsce spoczynku wielu zasłużonych osób, m.in.: Mikołaja Szydłowieckiego, którego płytę nagrobną można obejrzeć w prezbiterium oraz Macieja Radziwiłła, który pochowany jest pod ołtarzem głównym.
Ratusz miejski zajmuje centralną część rynku, jest on charakterystycznym symbolem miasta. Budowany w latach 1602–1629, wielokrotnie niszczony podczas wojen, stanowi cenny przykład architektury mieszczańskiej w Polsce.
Dom pod Dębem, dawna siedziba szkoły elementarnej, zbudowany około 1820 roku, z fundacji księżnej Anny Sapieżyny. Budynek wybudowany w stylu klasycystycznym, posiada kamieniarkę okienną oraz gzymsy. Przypomina on o powtórnej świetności miasta na początku XIX wieku.

### Pomniki
Plac Rynku Wielkiego jest miejscem, na którym oprócz licznych zabytków, znajdują się miejsca pamięci o zasłużonych osobach. Poza tradycyjnymi pomnikami znajdują się tu też dwie charakterystyczne kolumny.
Pomnik Tadeusza Kościuszki ustawiony został na rynku ok. 1920 roku, z fundacji miejscowej ludności. Położony jest na początku skweru rynkowego, dawnej okrążony płotkiem. To właśnie pod nim odbywają się uroczystości państwowe i patriotyczne miasta.
Pomnik Jana Pawła II ustawiony jest na placu kościelnym. Figurę ustawiono i poświęcono w 2007 roku. Jest on nieco zniekształcony, przez co był krytykowany przez tutejszych parafian.
Figura św. Jana Nepomucena, ustawiona przed frontem kościoła, obok pomnika Jana Pawła II, jest rzeźbą wykonaną przez profesjonalnego artystę. Nie wiadomo dokładnie, kiedy powstała, przypuszcza się, że w połowie XIX wieku, wiadomo tylko, że w 1900 roku, została odrestaurowana. Do niedawna posiadała metalowe zadaszenie stylizowane na gotyk.
Pręgierz w Szydłowcu jest jednym z nielicznych, zachowanych obiektów tego typu w Polsce. Zdobią go maszkarony z uchwytami oraz kula dostawiona w 1899 roku. Powstał on najprawdopodobniej, wraz z budową ratusza, a więc w XVII wieku.
W okolicy ratusza ustawiona jest kolumna w kształcie dzbana z motywami roślinnymi. Na kolumnie znajduje się platforma okolona żelazną balustradą, na której ustawiony został posąg kobiety; według tradycji zwano ją „Zośką”, zapewne od imienia pierwszej, sromotnie na niej wystawionej. Bezgłową rzeźbę „Zośki”, odnalezioną w latach 80. XX wieku podczas remontu ratusza, przechowywało miejscowe muzeum. Samą zaś kolumnę można było do 2004 roku zobaczyć na cmentarzu, w nagrobku ks. Stanisława Straszaka (zm. 1833). Pomnik w obecnej postaci ustawiony został przed ratuszem w 2009 roku.

## Historia
Rynek szydłowiecki w XIII, XIV i początkowo XV wieku, był placem targowym dawnej osady Szydłowiec należącej do sławetnego rodu Odrowążów, którzy na cześć osady przybrali nazwisko Szydłowieckich. W 1401 roku, przy południowej pierzei rynku bracia Jakub i Sławko Szydłowieccy erygowali parafię Świętego Zygmunta króla, przy której wznieśli drewniany kościół. W 1427 roku, osada otrzymała prawa miejskie, kolejno w 1470 roku, prawa magdeburskie. Drewniany kościół Jakub Szydłowiecki przebudował w latach 1493–1525 na murowaną farę.
Miasto zaczęło się rozwijać, na rynek w Szydłowcu zjeżdżali się kupcy z całej Małopolski, z czasem zaczęli przyjeżdżać z dalszych stron Polski, dlatego to kolejny właściciel miasta Mikołaj Szydłowiecki nakazał zbudowanie nowej dzielnicy – Skałki z Rynkiem Skałecznym służącym jako targ. Od tego czasu Rynek zaczęto zwać Wielkim a jego funkcją było reprezentowanie miasta. Rynek stał się ośrodkiem licznych jarmarków oraz procesji. Miasto z czasem stawało się coraz bogatsze, a wokół rynku zaczęto budować kamienice. Kamienice przy rynku były bogato zdobione, posiadały attykę, sklepienia oraz podcienia. Rynek stał się też palcem komunikacyjnym, to właśnie tutaj krzyżowały się drogi do Radomia, Kielc, Skrzynna, Końskich, Iłży czy Wąchocka, w XVI wieku od rynku odchodziły ulice: Długa (Radomska), Kielecka, Kościelna (Kamienna), Podzamiecka (Kąpielowa), Brudna lub Zgniła (Kilińskiego), Rzeczna lub Gęsia.
W II połowie XVI miasto z najbliższą okolicą przeszło na własność rodu Radziwiłłów, którzy w nieco mniejszy sposób dbali o rozwój miasta. Radziwiłłowie przebywali w swej rodowej siedzibie w Nieświeżu, w Szydłowcu natomiast wyznaczyli starostę miejskiego. Władze miasta, które nie posiadały swojej siedziby zaczęły myśleć nad jej wybudowaniem. W 1599 roku, pożyczono znaczą sumę pieniędzy od jednej z bogatych mieszczanek, natomiast budowę ratusza rozpoczęto trzy lata później. Budowę prawie ukończono w 1626, pozostał jedynie dach, który dobudowano w 1629 roku. Ratusz w Szydłowcu stał się siedzibą władz miejskich, sądu oraz burmistrza, podobną funkcję pełni do tej pory. Przed ratuszem ustawiono pręgierz, na którym karano złoczyńców.
Miasto zaczęło podupadać w II połowie XVII wieku, kiedy to właściciele miasta zaniedbali jego rozwój, nastały liczne zarazy i epidemie, przez które ponad 2/3 ludności zmarło. Z powodu licznych pustych mieszkań, oraz ubytku ludności Radziwiłłowie postanowili sprowadzić Żydów do miasta. Początkowo zamieszkiwali oni tylko Skałkę i Składów, a w XIX wieku zaczęli przechodzić do Śródmieścia. Rynek Skałeczny zaczęto zwać Żydowskim, dla odróżnienia Rynek Wielki nazwano Katolickim. Upadek miasta przedstawia rycina Zygmunta Vogla, pokazująca zrujnowane kamienice w Rynku zwanym wówczas Katolickim. W XIX wieku Anna Sapieżyna Zamoyska została posiadaczką Szydłowca i jego najbliższej okolicy. W 1820 roku, wybudowała przy rynku szkołę elementarną (obecnie Dom pod Dębem). Wkrótce w 1828 roku, Sapieżyna odsprzedała miasto skarbowi Królestwa Polskiego. Władze miejskie w tym czasie nakazały wyburzenie karczmy oraz drewnianych domów przy południowej pierzei. Na tym miejscu urządzono Skwer Niepodległości zwany także Skwerkiem rynkowym.
Podczas I wojny światowej ratusz został poważnie uszkodzony, wieża została niemalże w całości zburzona przez pociski. Władze rozważały zniszczenie ratusza i wybudowanie nowego „lepszego”, wokół którego byłby sklepy. Miejscowa ludność sprzeciwiła się temu projektowi, dzięki czemu ratusz istnieje do dziś. Zniszczeniu uległa część kamienic przy rynku oraz wieża kościoła farnego. W dwudziestoleciu międzywojennym przy Skwerze Niepodległości miejscowa ludność, ufundowała pomnik Tadeusza Kościuszki, który ustawiono w 1920 roku. Rynek nazywano wtedy placem 3 Maja, a jego niewielką część placem Ratuszowym.
W czasie II wojny światowej ratusz oraz okoliczne domy ucierpiały, wieża ratusza została ponownie uszkodzona. Po wojnie komunistyczne władze nakazały odbudowę ratusza, obsadzenie rynku roślinnością oraz utworzenie asfaltowych ulic. Rynek po części stracił swój dawny klimat i można było poczuć tu ducha socrealizmu. Nazwę rynku przemieniono kolejny raz, plac nazwano placem Świerczewskiego.
W latach 90. XX wieku, z płyty rynku usunięto roślinność na miejsce, której ułożono kostkę brukową. Bruk wyłożono także wokoło rynku oraz na znacznej części ulicy Radomskiej.
Ratusz otynkowano, a niewielką część przyrynkowych kamienic odnowiono. Staraniem ks. kan. Adama Radzimirskiego – proboszcza parafii św. Zygmunta, fara została oczyszczona ze zbędnych nagromadzeń, ułożono nową dachówkę oraz oczyszczono szczyty gotyckie. Na początku XXI wieku, przy rynku ustawiono ławki z niewielkimi ogródkami oraz fontannę.